# Berthold Schwarz

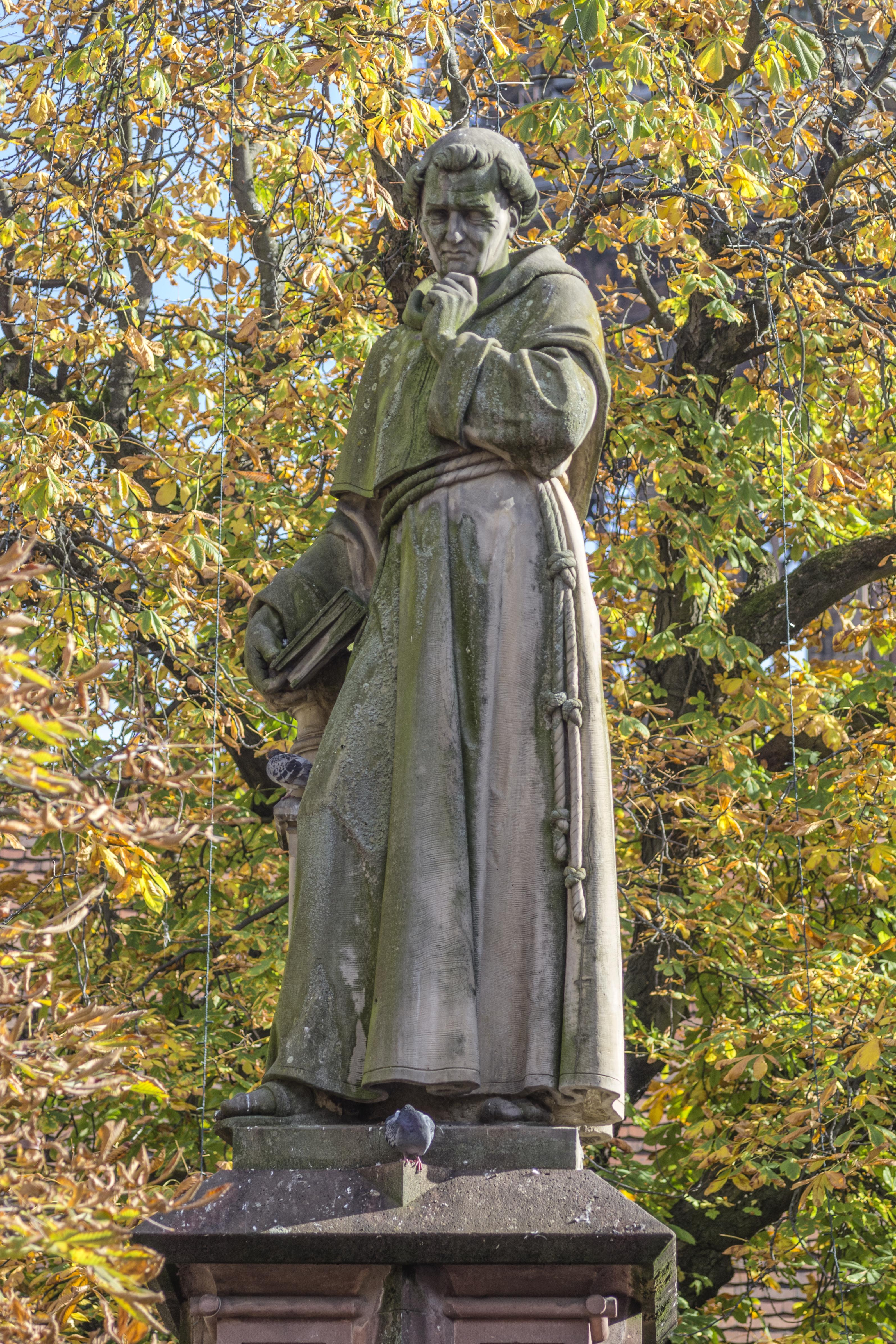
Berthold Schwarz em uma fonte na prefeitura de Freiburg

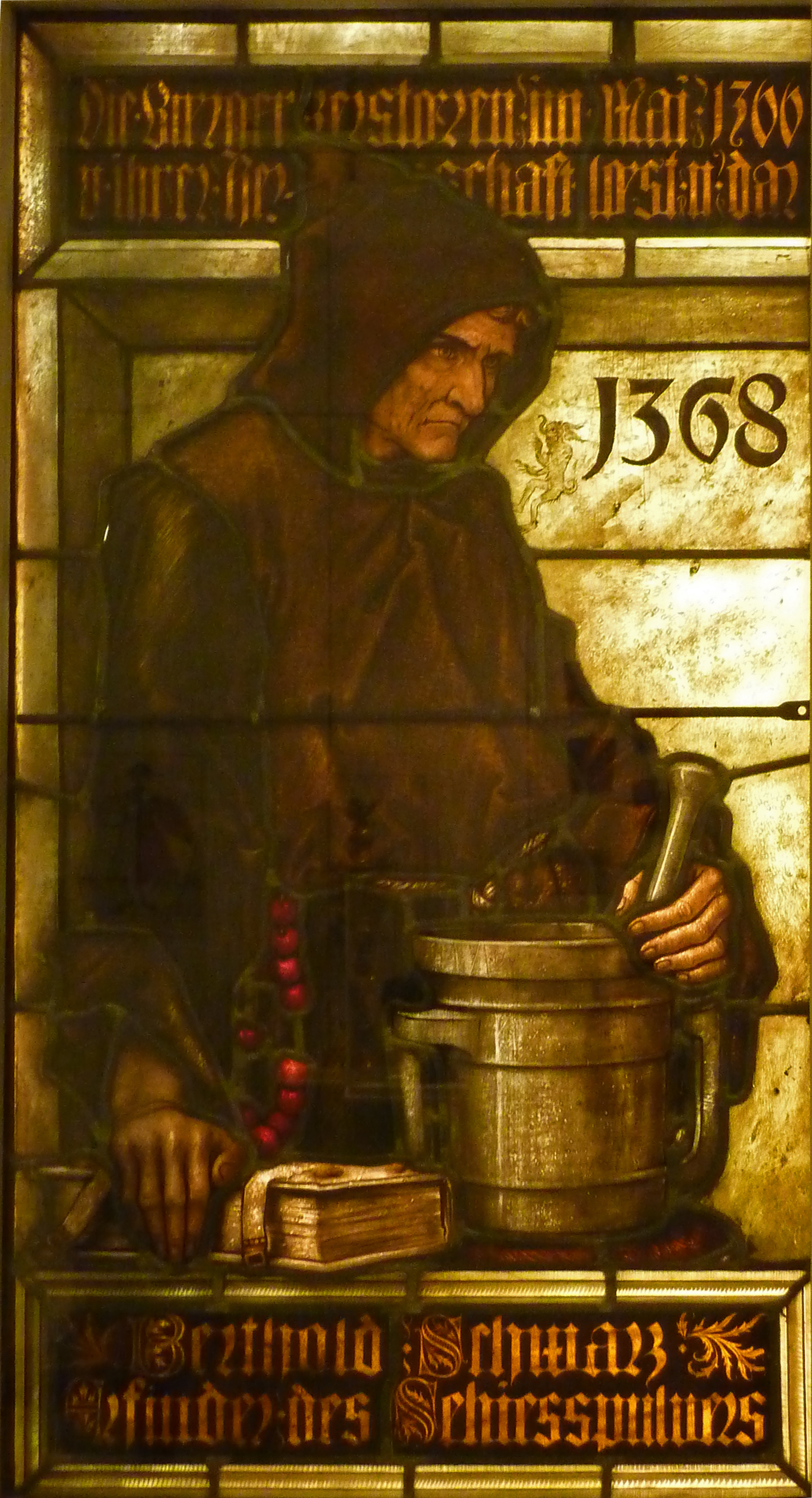
Berthold Schwarz em uma janela de vidro de Fritz Geiges.

Berthold Schwarz (também Bertold Schwarz, Berthold o Negro ou Bertholdus Niger) foi um franciscano e alquimista do século XIV de Freiburg im Breisgau. Segundo a lenda, por volta de 1359 (de acordo com outros dados em 1353) por acaso descobriram a pólvora negra e o canhão, que hoje, no entanto, é mais duvidoso conteúdo.

## Invenção da pólvora
A lenda pode ser resumida da seguinte forma: Um monge chamado Berthold destinado a alquímicos experimentos em um almofariz de salitre, enxofre e carvão purê-lo com o êmbolo juntos no fogão e depois ter de sair da sala. Pouco tempo depois, ocorreu uma explosão. Os irmãos se apressaram descobriram que o êmbolo ejetado preso tão firmemente em uma viga do teto que ele mesmo depois de tocar as relíquias de Santa Bárbara não poderia ser retirado. Posteriormente, os morteiros ou vasos usados Berthold serviram como modelo para os primeiros canhões primitivos. O termo para o pó preto, o nome "argamassa" para canhões de cano curto e Santa Bárbara como padroeira dos artilheiros deve voltar a esse incidente.
Franz Maria Feldhaus lista vários manuscritos alemães do século XV, nos quais um dos inventores menciona o Mestre Berthold. O documento mais antigo é um manuscrito anônimo sobre pirotecnia de 1410 do Museu Nacional Germânico em Nuremberg. Bertold não é referido como um religioso, mas como um mestre de artes liberais e alquimista, assim com um diploma universitário. Outros manuscritos do início do século XV também se referem a ele como um grego. Desde o final do século XV Bertold está localizado em livros em vários lugares: é listado como religioso (beneditino ou franciscano), magister, alquimista ou sem emprego. Heinrich Hansjacob. Quem queria provar a existência de preto no século XIX e recolher documentos , cita a primeira menção Felix Hemmerlin (maléolo), que apareceu em 1495 em um livro denominado (De nobilitate) disse que um alquimista habilidoso chamado Bertholdus niger (não menciona que ele era religioso) salitre, enxofre e um metal tratado com mercúrio foram aquecidos em um experimento alquímico em um pote fechado, que então explodiu. Em outra variante, o enxofre de Bertold, salitre com carvão ou óleo de linhaça aqueceu uma mistura que explodiu. A partir dessa observação, Schwarz desenvolveu-se depois de armas primitivas de Hemmerlin ("latas") ou morteiros. Sebastian Münster (Cosmographia), que refere-se a Achilles Gasser, cita relatórios da invenção da arma em 1353 (muito tempo depois da primeira evidência segura na Europa) por um químico alemão Berthold Schwartz. Gasser se refere a Bertold como um alquimista e franciscano.
Houve várias tentativas de encontrar pessoas históricas que pudessem ser reunidas com a lenda e que em particular associassem Bertold ao sul da Alemanha e Freiburg. O historiador Hans Jürgen Rieckenberg  vê em Berthold Schwarz den Konstanzer Domherrn Bertold von Lützelstetten (um lugar em Konstanz), que foi de 1294 a 1310 um membro do capítulo local e como "Magister artium Bertoldus" ocorre quatro vezes na lista da Universidade de Paris nos anos 1329 a 1336. Hansjakob identificou Bertold com um ferro de pesca Konstantin ou Anklitzen cujo nome de família é detectável em Freiburg, e que fugiu para Praga por causa de sua atividade como alquimista em um mosteiro e foi executado lá em 1388. 
Que a invenção da pólvora negra é classificada antes do século XIV (já em 1260 na Europa, com Roger Bacon, o Liber Ignium era conhecido), antes de os árabes e de a China a promoverem. O nome pó preto vem obviamente de sua cor preta e não de seu homônimo lendário. Também armas canônicas já foram introduzidos em 1300 na Europa.
No século XIX, negou Marcellin Berthelot e outra a historicidade de Berthold Schwarz; mais tarde J. R. Partington (1960) e Jochen Gartz (2007) em seus livros. Depois de Partington, Bertold Preto é um personagem fictício como Robin Hood, que serviu óbvio para atribuir a de língua alemã, a invenção da pólvora e o canhão. 
Volker Schmidtchen resumiu o estado da pesquisa na história da tecnologia dos Propyläen no início dos anos 90 . Então Berthold Schwarz pertence ao reino da fábula. As armas de fogo foram início do século XIV a partir técnicos engenhosos, provavelmente, em grande parte desenvolvidas de forma independente em vários países europeus, a história exata não é satisfatoriamente resolvido.

## Recepção
Na praça da prefeitura em Freiburg há uma fonte de oito lados de Josef Alois Knittel. É feito de arenito amarelo e é coroado por uma estátua de Berthold Schwarz. Então você encontrará as seguintes palavras: 

"O Doutor, alquimista e inventor da pólvora construído em 1855 para comemorar a quinta celebração secular"

A cidade originalmente queria erguer o monumento já em 1851 e já o havia anunciado pelo preço de um máximo de 1650 florins. As ofertas de Ignatz Michel e Ludwig Hügle de Heimbach foram logo acima, mas não foram aceitas porque os dois foram considerados "lapidários comuns". Porém, a cidade quis criar o monumento de Knittel que calculou para 2700 florins e então o levou a cabo pelo estudante dele Joseph von Kopf. 

## Literatura
- Franz Maria Feldhaus :  Preto, Berthold. Em: General German Biography (ADB). Volume 55, Duncker & Humblot, Leipzig 1910, pp. 617-619.
- Jochen Gartz: A História Cultural dos Explosivos. Mediador ES, Hamburgo 2007, ISBN 978-3-8132-0867-2
- W. Gerd Kramer: O caso de Berthold: trabalho, destino e morte. Verlag W. Gerd Kramer, Freiburg, 1993, ISBN 3-922675-62-X
- W. Gerd Kramer: Berthold Schwarz. Química e tecnologia de armas no século XV. Oldenbourg, Munique 1995
- Hans Jürgen Rieckenberg:  Berthold. Em: Nova biografia alemã (NDB). Volume 2, Duncker & Humblot, Berlin 1955, ISBN 3-428-00183-4, p. 162 ( digitalizado ).
- Eckart Roloff : Berthold Schwarz: Ponto de interrogação a pólvora de um franciscano. In: Eckart Roloff: brainstorms Divinos. Pastores e padres como inventores e exploradores, Wiley-VCH, Weinheim 2010, ISBN 978-3-527-32578-8, página 63-78 (com referências a monumentos, museus, recepção, peças de teatro e. Ä. To Black). 2ª edição atualizada de 2012 (paperback) ISBN 978-3-527-32864-2
- JR Partington: Uma História do Fogo e Pólvora Gregos, Johns Hopkins University Press 1960, 1999 (Capítulo 3: A Lenda de Black Berthold )
- W. Tittmann: O Mito do "Bergholt Negro", armas e figurinos, Volume 25, 1982, p. 17-30